# Frédéric Cailliaud
Frédéric Cailliaud ( * 9 de junio de 1787 – 1 de mayo de 1869) fue un naturalista, geólogo y malacólogo francés. También es conocido como explorador, egiptólogo y arqueólogo. Formó parte de expediciones a Egipto, Nubia y Etiopía, recolectando minerales y antigüedades. Nació y falleció en Nantes.

## Biografía
Hijo de un cerrajero mecánico, Frédéric Cailliaud se sintió atraído desde muy joven por las ciencias naturales, en particular por la mineralogía y la geología.
Participó en dos expediciones a Egipto: la primera de 1815 a 1818, alcanzando la segunda catarata del Nilo y Abu Simbel, y la segunda de 1819 a 1822.
Fue nombrado mineralogista oficial de Mehmet Alí en 1816 y descubrió las antiguas minas de esmeraldas de los faraones en Zabarah, cerca del Mar Rojo. Al regresar a Nantes en 1819, llevó una gran colección de minerales, inscripciones y antigüedades que fueron adquiridas por el gobierno francés para el Museo de Historia Natural. 
Volvió a Egipto en 1822, y formó parte de las expediciones militares comandadas por   Mehmet Alí que conquistaron el sur del Sultanato de Sennar, y también marchó hacia Fazogli, donde Caillaud estudió vetas de oro mientras el comandante Ismail, hijo de Mehmet Alí, esclavizaba a la población local y aplastaba cualquier resistencia. Remontó el valle del Nilo hasta la sexta catarata con Ismail y el guardiamarina Pierre-Constant Letorzec. 
Posteriormente, integrado en otra expedición egipcia, logró penetrar en la Alta Nubia (Etiopía), hasta entonces muy cerrada a los europeos, y descubrió el 25 de abril de 1821 las ruinas de Meroe, antigua capital del país. Fue, con el seudónimo de Mourad Effendi, el primer europeo en entrar en esta región. Aunque no consiguió encontrar depósitos de oro en las montañas a lo largo de la actual frontera Sudán-Etiopía, hizo estudios suficientemente detallados del área, que publicaría a su retorno a Francia.
De regreso a Francia en 1827, se centró en la historia natural y, en particular, en los moluscos que perforan los cascos de madera de los barcos. Fue conservador del Museo de Nantes de 1836 a 1869. Legó parte de su colección al Museo Arqueológico Dobrée, en Nantes.
Fue nombrado caballero de la Légion d'honneur en 1824 por Carlos X.
Una calle de su ciudad natal, Nantes, recuerda su memoria.

## Obra
- Voyage à Meroë : au fleuve Blanc, au-delà de Fazoql dans le midi du royaume de Snnâr à Syouah tc.. 4 vols. París (1823-27), incluye un atlas
- Recherches sur les arts et métiers, les usages de la vie civile et domestique des anciens peuples de l'Égypte, de la Nubie et de l'Èthiopie. 2 vols. París (1822 ff.)
- Voyage à l'Oasis de Thèbes etc. 2 vols. París (1823)

Sus expediciones fueron relatadas en:
- Michel Chauvet, Frédéric Cailliaud. Les Aventures d'un naturaliste en Égypte et au Soudan: 1815-1822. Ed. L'Albaron, 1992. ISBN 2-86723-034-9
- Philippe Mainterot. «La redécouverte des collections de Frédéric Cailliaud: contribution à l'histoire de l'égyptologie», en Histoire de l'Art, N.º 62, mayo de 2008. ISBN 978-2-7572-0210-4

- La abreviatura «Caill.» se emplea para indicar a Frédéric Cailliaud como autoridad en la descripción y clasificación científica de los vegetales.[2]